# سیلورین
| زمان‌بندی زمین‌شناسی     |                          |                          |                          |
| پیدازیستی (فانروزوئیک) | نوزیستی (سنوزوئیک)       | کواترنری                 |                          |
| پیدازیستی (فانروزوئیک) | نوزیستی (سنوزوئیک)       | نئوژن                    |                          |
| پیدازیستی (فانروزوئیک) | نوزیستی (سنوزوئیک)       | پالئوژن                  |                          |
| پیدازیستی (فانروزوئیک) | میانه‌زیستی (مزوزوئیک)    | کرتاسه                   |                          |
| پیدازیستی (فانروزوئیک) | میانه‌زیستی (مزوزوئیک)    | ژوراسیک                  |                          |
| پیدازیستی (فانروزوئیک) | میانه‌زیستی (مزوزوئیک)    | تریاس                    |                          |
| پیدازیستی (فانروزوئیک) | دیرینه‌زیستی (پالئوزوئیک) | پرمین                    |                          |
| پیدازیستی (فانروزوئیک) | دیرینه‌زیستی (پالئوزوئیک) | کربونیفر                 |                          |
| پیدازیستی (فانروزوئیک) | دیرینه‌زیستی (پالئوزوئیک) | دوونین                   |                          |
| پیدازیستی (فانروزوئیک) | دیرینه‌زیستی (پالئوزوئیک) | سیلورین                  |                          |
| پیدازیستی (فانروزوئیک) | دیرینه‌زیستی (پالئوزوئیک) | اردویسین                 |                          |
| پیدازیستی (فانروزوئیک) | دیرینه‌زیستی (پالئوزوئیک) | کامبرین                  |                          |
| نهان‌زیستی (پرکامبرین)  | پیشین‌زیستی (پروتروزوئیک) | پیشین‌زیستی (پروتروزوئیک) | پیشین‌زیستی (پروتروزوئیک) |
| نهان‌زیستی (پرکامبرین)  | نخست‌زیستی (آرکئن)        |                          |                          |
| نهان‌زیستی (پرکامبرین)  | پیشازیستی (هادئن)        |                          |                          |

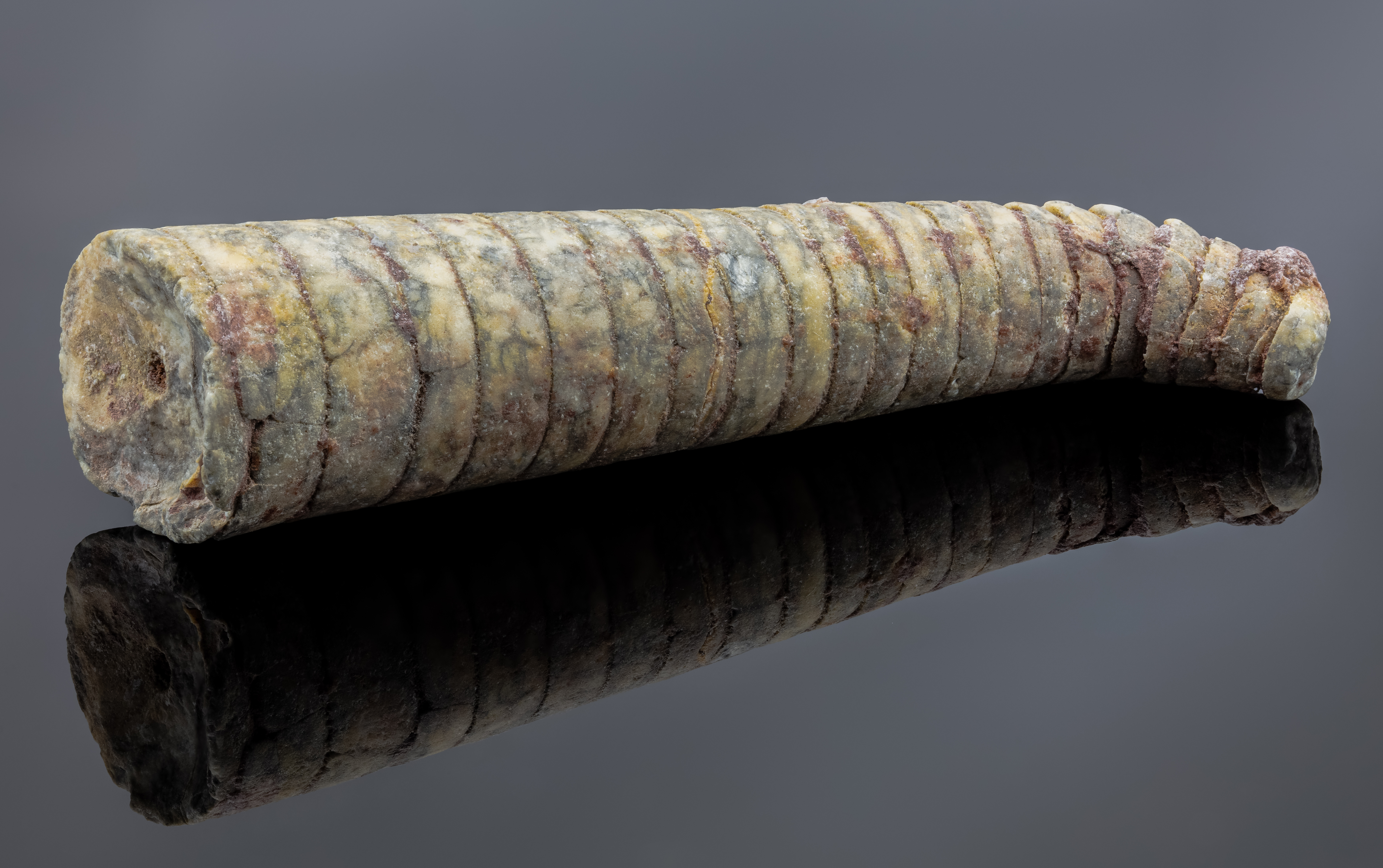
نگاره‌ای از فسیل یک راست‌شاخچه که در واحهٔ ارفود، مکناس تافیلالت، مراکش یافت شده‌است. این شاخ متعلق به یک تیرهٔ منقرض‌شده از زیرردهٔ ملوانک‌واران و ردهٔ سرپایان است که در دورهٔ سیلورین می‌زیسته است. قدمت این فسیل به حدود ۴۲۰ میلیون سال پیش باز می‌گردد.

سیلورین (Silurian) دوره‌ای زمین‌شناسانه است که از پایان دوره اردوویسین در ۱٫۵ ± ۴۴۳٫۴ میلیون سال پیش آغاز شد و تا آغاز دوره دوونین در ۳٫۲ ± ۴۱۹٫۲ میلیون سال پیش ادامه پیدا کرد. همانند دیگر دوره‌های زمین‌شناسی، بسترهای سنگی مشخص‌کننده این دوره در زمان‌های نامشخصی تشکیل شده‌اند و زمان دقیق تا ۷ میلیون سال عدم اطمینان دارد. مهم‌ترین رویداد این دوره اما رویداد انقراضی بود که نزدیک ۶۰ درصد گونه‌های ساکن در دریاها و اقیانوس‌ها را منقرض کرد. 
یکی از مهم‌ترین اتفاقات فرگشتی در دوره سیلورین پدیدار شدن ماهی‌های استخوانی و بی‌فک بر روی زمین بود. در این هنگام همچنین حیات خشکی‌زی هم در شکل گیاهانی کوچک، خزه-شکل، و آوندی شکل گرفت. این گیاهان در کنار دریاچه‌ها، رودخانه‌ها، و کرانه دریاها آغاز به زندگی کردند. اگرچه چنین چیزی آغاز پدید آمدن حیات گیاهی بر روی خشکی بود اما تا دوره دوونین طول کشید تا حیات خاکی تنوع و گسترش فراوان پیدا کند.

## حیات

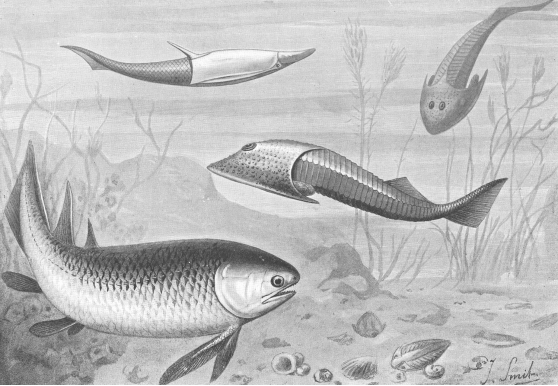
تصویری خیالی از ماهی‌های بی‌آرواره دوره سیلورین

سیلورین از آن رو اهمیت دارد که در طی آن اقیانوس‌ها شاهد گسترش انواع جانداران ساکن آب از جمله سوسن‌شکلان بودند. بازوپایان به گسترش خود ادامه دادند و کهن‌ترین سنگواره‌های به دست آمده از آب‌سنگ‌های مرجانی در این دوران شکل گرفتند. ماهی‌های بی‌فک در این هنگام به سرعت زیاد شدند و نخستین ماهیان آب شیرین و نخستین نمونه از ماهی‌های فک‌دار نیز در دوره سیلورین در دریاها به شنا پرداختند. دیگر سنگواره‌های آبزیان به دست آمده از این دوران عبارتند از سه‌لَپی‌ها، سنگ‌نگاشته‌ها، جلبک‌ها، و نرم‌تنان.
| سامانه   | ردیف     | اشکوب     | میلیون سال پیش |
| -------- | -------- | --------- | -------------- |
| دوونین   | پیشین    | لوخکووین  | → پس از آن     |
| سیلورین  | پریدولی  | پریدولی   | ۴۱۹٬۲–۴۲۳٬۰    |
| سیلورین  | لودلوو   | لودفوردین | ۴۲۳٬۰–۴۲۵٬۶    |
| سیلورین  | لودلوو   | گورستین   | ۴۲۵٬۶–۴۲۷٬۴    |
| سیلورین  | ونلاک    | هومرین    | ۴۲۷٬۴–۴۳۰٬۵    |
| سیلورین  | ونلاک    | شینوودین  | ۴۳۰٬۵–۴۳۳٬۴    |
| سیلورین  | لاندووری | تلیچین    | ۴۳۳٬۴–۴۳۸٬۵    |
| سیلورین  | لاندووری | آئرونین   | ۴۳۸٬۵–۴۴۰٬۸    |
| سیلورین  | لاندووری | رودانین   | ۴۴۰٬۸–۴۴۳٬۴    |
| اردویسین | پسین     | هیرنانتین | → پیش از آن    |